# Kawasaki Ki-102
Kawasaki Ki-102 (яп. 川崎 キ-102, Армійський штурмовик Тип 4) — армійський двомоторний штурмовик та винищувач Імперської армії Японії періоду Другої світової війни.
Кодова назва союзників — «Ренді» (англ. Randy).

## Історія створення
Після запуску у серійне виробництво літака Kawasaki Ki-45 командування ВПС Імперської армії Японії видало фірмі Kawasaki замовлення на розробку його наступника — одномісного винищувача Kawasaki Ki-96. Через фірми завантаженість іншими проектами роботи йшли повільно. Зрештою, у 1943 році прототипи були готові. Результати випробувань були в цілому задовільні. Літак показав хорошу керованість та досягнув розрахункових льотних показників. Але командування ВПС знову змінило свої погляди і в серпні 1943 року замовило 2-місний варіант штурмовика.
Новий літак отримав позначення Ki-102. Щоб пришвидшити роботи, головний конструктор Такео Дої використав планер та силову установку від Ki-96. Літак мав додаткове бронювання, протектовані паливні баки та потужне озброєння: 57-мм гармату «Ho-401», 2 x 20-мм гармати «Ho-5» та 12,7-мм кулемет «Ho-103» в задній частині кабіни. Літак був оснащений 14-ти циліндровим двигуном Mitsubishi Ha-112-II з повітряним охолодженням потужністю 1500 к.с. Перший з трьох дослідних літаків вперше злетів у повітря у березні 1944 року. Надалі армія замовила виробництво 20 передсерійних літаків. Випробування пройшли успішно, і після незначних доопрацювань в жовтні 1944 року літак був прийнятий на озброєння під назвою «Армійський штурмовик Тип 4 Модель B» (або Ki-102b).
Ще за місяць до першого польоту Ki-102b армійське командування замовило на його базі створити висотний перехоплювач, який отримав позначення Ki-102a (В цей час вже йшла розробка висотного перехоплювача Ki-108, але його гермокабіна потребувала більше часу на розробку). 6 передсерійних літаків були перероблені у винищувачі. На них були встановлені двигуни Mitsubishi Ha-112-II Ru з турбокомпресором. Озброєння складалось з 37-мм гармати «Ho-203» та двох 20-мм гармат «Ho-5» для стрільби вперед. Задній кулемет був знятий. Після завершення випробувань 6 дослідних взірців була замовлена партія з 12 передсерійних винищувачів, перероблених з Ki-102b. Але до кінця війни у війська надійшло тільки 15 таких машин. Серійне виробництво налагодити не вдалось.
Коли наприкінці 1944 року різко посилились нальоти на Японію бомбардувальників B-29, армія замовила нічний винищувач. Новий варіант Ki-102c мав подовжений фюзеляж, нову кабіну та перероблене хвостове оперення. Була збільшена площа крил, на літаку встановили радар. Озброєння складалось з двох 30-мм гармати «Ho-105» в фюзеляжі та двох 20-мм гармат «Ho-5» встановлених під нахилом вверх за кабіною пілота. Перший прототип був готовий у липні 1945 року, другий — через місяць. Але льотні випробування були припинені після капітуляції Японії.
На базі Ki-102 розроблявся також варіант висотного перехоплювача Ki-108. Льотні випробування розпочались навесні 1945 року, але в червні прототипи були зруйновані під час нальотів американської авіації. Також розглядалась можливість використовувати на Ki-102b керовану бомбу I-Go-B.
Під назвою «Спеціальний винищувач 2» розглядався варіант Ki-102 з двигунами Mitsubishi Ha-104 потужністю 1900 к.с., але він не вийшов за межі документації.

## Тактико-технічні характеристики

### Технічні характеристики
|                       | Ki-102b                          | Ki-102c                           |
| --------------------- | -------------------------------- | --------------------------------- |
| Екіпаж                | 2 особи (пілот і радіо оператор) | 2 особи (пілот і оператор радара) |
| Довжина               | 11,45 м                          | 13,05 м                           |
| Висота                | 3,70 м                           | 3,70 м                            |
| Розмах крил           | 15,57 м                          | 17,25 м                           |
| Площа крил            | 34 м ²                           | 40 м ²                            |
| Маса пустого          | 4 950 кг                         | 5 200 кг                          |
| Маса спорядженого     | 7 300 кг                         | 7 600 кг                          |
| Навантаження на крило | 214.7 кг/м²                      | 190 кг/м²                         |
| Двигуни               | 2 х Mitsubishi Ha-112-II         | 2 х Mitsubishi Ha-112-II Ru       |
| Повітряний гвинт      | трилопатевий, змінного кроку     | трилопатевий, змінного кроку      |
| Потужність            | 2 x 1 500 к. с.                  | 2 x 1 500 к. с.                   |
| Питома потужність     | 2.4 кг/к.с.                      | 2.5 кг/к.с.                       |
| Максимальна швидкість | 580 км/г (на висоті 6000 м)      | 600 км/г (на висоті 10000 м)      |
| Операційна дальність  | 2000 км                          | 2 200 км                          |
| Практична стеля       | 10 000 м                         | 13 500 м                          |
| Час набору висоти     | 5000 м за 6 хв. 54 с.            | 10000 м за 18 хв.                 |

### Озброєння
- Ki-102b
  - 1 x 57-мм гармата «Ho-401» і 2 x 20-мм гармати «Ho-5» в фюзеляжі
  - 1 × 12,7 мм кулемет «Ho-103» в турелі позаду пілота
- Ki-102a
  - 1 x 37-мм гармата «Ho-203» і 2 x 20-мм гармати «Ho-5» в фюзеляжі
- Ki-102с
  - 2 x 30-мм гармати «Ho-105» в фюзеляжі
  - 2 x 20-мм гармати «Ho-5» під кутом вверх за місцем пілота («Неправильна музика»)
- Зовнішні підвіси:
  - 2 x 250 кг бомбb або 2 x 200 л підвісні паливні баки

## Модифікації
- Ki-102 — прототипи (3 екз.) і передсерійні машини (20 екз.)
- Ki-102a (Тип Kō) — висотний винищувач (26 екз., частина перероблені з Ki-102b)
- Ki-102b (Тип Otsu) — штурмовик (215 екз.)
- Ki-102c (Тип Hei) — нічний винищувач (2 екз. перероблені з Ki-102b)

## Історія використання

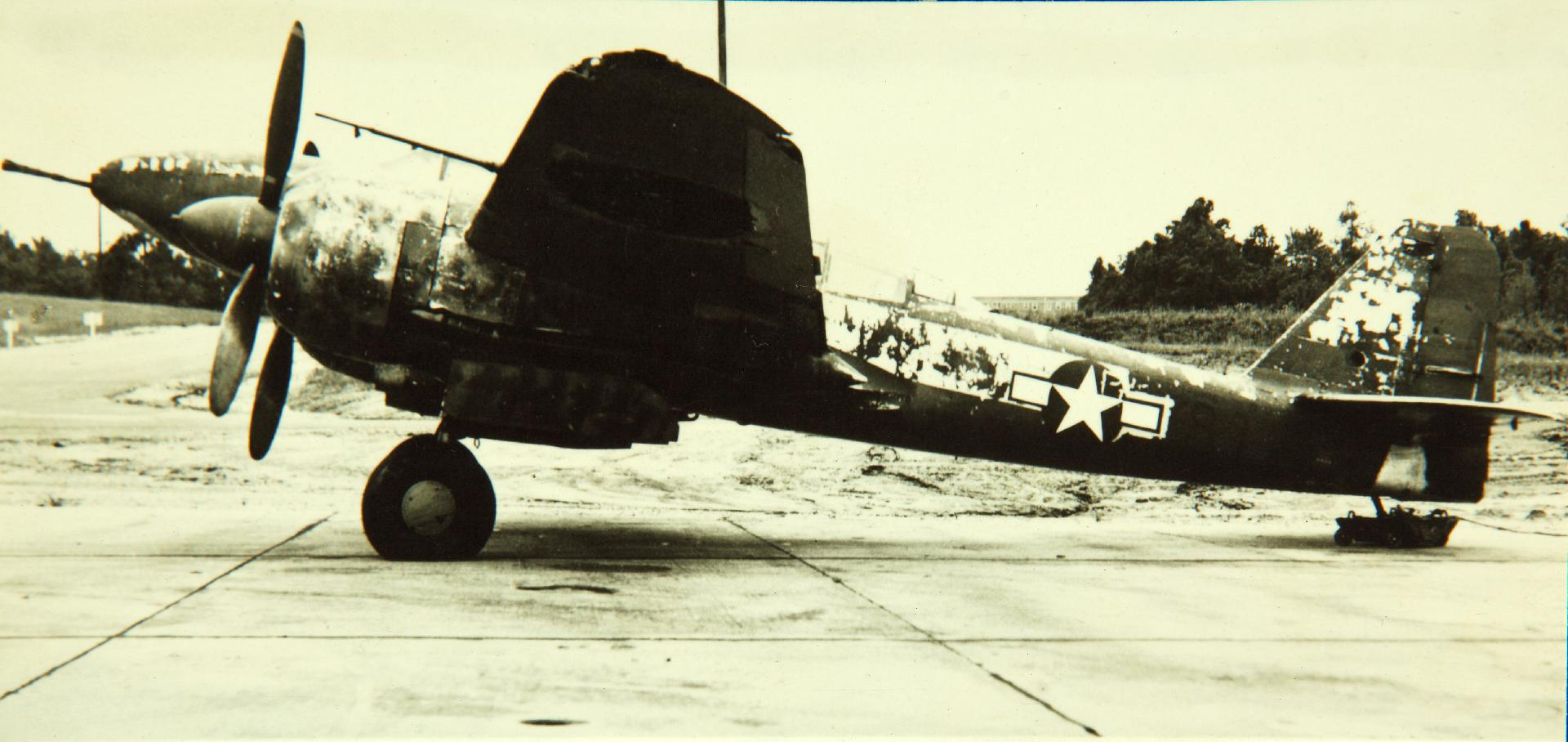
Перевезений для досліджень в США Ki-102

До кінця війни було виготовлено 238 літаків Ki-102, з них 215 у варіанті Ki-102b. Більшість літаків була в резерві на випадок вторгнення союзників на території Японії, лише незначна кількість брала участь в бойових діях під час битви за Окінаву, де союзники присвоїли літаку кодову назву «Ренді» (англ. Randy).

## Оператори
Японська імперія
- ВПС Імператорської армії Японії
  - 27-а окрема рота ВПС
  - 28-ий авіазагін ВПС
  - 45-ий авіазагін ВПС